# Замок Лик
Э́лкский за́мок (пол. Zamek w Ełku) — историческо-архитектурный памятник, находящийся в городе Элк, Польша. Замок располагается на острове, который омывается Элкским озером. Площадь замка внесена в реестр охраняемых исторических памятников местного значения.

## История
Замок в Элке был возведён по инициативе 26-го великогомагистра Тевтонского ордена Ульриха фон Юнгингена между 1398 и 1406 годами. Замок состоял из двух зданий: собственно замка и небольшого здания, предназначенного для проживания. Замок не имел главного входа. Въезд на территорию замка находился со стороны города через длинный деревянный мост. На территории замка находилась небольшая часовня. Два здания замка были окружены большими оборонными стенами с отверстиями для огнестрельного оружия. Здание собственно замка располагалось в восточной части острова. Жилое здание было отделено от здания замка фортификационным углублением и соединялось деревянным мостом.
Замок находился на коммуникационном пути из Пруссии в Литву и представлял собой опорный пункт при нападении Тевтонского ордена на Литву. В это время элкский замок входил в систему оборонный замков и был резиденцией одного из управляющих Тевтонского ордена, который носил титул «прокуратор».
В 1410 году после Грюнвальдской битвы замок был разрушен польскими войсками. В конце XV века замок был восстановлен.
После секуляризации Тевтонского ордена в 1525 году замок был передан элкскому старосте и позднее в нём располагался городской суд. В 1639 году в замке ночевали Владислав IV Ваза и литовский канцлер Альбрехт Радзивилл.
В 1833 году замок значительно пострадал от пожара, после которого остались только стены. Через некоторое время здание было восстановлено и в нём стало располагаться пенитенциарное учреждение, которое действовало до 1970 года. С этого времени замок постепенно стал разрушаться и в настоящее время он находится в руинах.
28 октября 2010 года элкский замок был внесён в список охраняемых исторических памятников Варминьско-Мазурским региональным отделением по охране памятников.
В 2010 году площадь замка перешла во владение частного собственника, который в будущем планирует переоборудовать замок в гостиницу.

## Примечание
1. ↑  W ZAŁĄCZENIU REJESTR ZABYTKÓW NIERUCHOMYCH WOJEWÓDZTWA WARMIŃSKO — MAZURSKIEGO (недоступная ссылка)  (пол.)
2. ↑  Krzyżacki zamek sprzedany! Zobacz, kto go kupił Архивная копия от 10 декабря 2014 на Wayback Machine  (пол.)

## Источник
- Kazimierz Bogusz, Śladami przeszłości Ełku, wyd. Urząd Miasta w Ełku, стр. 5